# Гайлігенштадт (станція метро)
48°14′55″ пн. ш. 16°21′57″ сх. д. / 48.2485° пн. ш. 16.3658° сх. д.
«Гайлігенштадт» (нім. Heiligenstadt) — станція Віденського метрополітену, кінцева станція лінії U4, розміщена після станції «Шпіттелау». Історично перша станція (разом зі станцією «Фриденсбрюке») Віденського метрополітену. Утворює пересадочний вузол зі станцією S-Bahn і залізничним вокзалом Відень-Гайлігенштадт.
Відкрита в 1901 році як станція штадтбану. У 1976 році відкрита як станція метро.